# Huicheng
För andra betydelser, se Huicheng (olika betydelser).
Huicheng är ett stadsdistrikt och säte för stadsfullmäktige i Huizhous stad på prefekturnivå i provinsen Guangdong i sydöstra Kina.
Huicheng är indelat i tio stadsdelsdistirkt och åtta köpingar.
Stadsdelsdistrikt (jiedao):

- Chenjiang (陈江街道)
- Henan'an (河南岸街道)
- Huihuan (惠环街道)
- Jiangbei (江北街道)
- Jiangnan (江南街道)
- Longfeng (龙丰街道)
- Qiaodong (桥东街道)
- Qiaoxi (桥西街道)
- Shuikou (水口街道)
- Xiaojinkou (小金口街道)

Köpingar (zhen):

- Hengli (横沥镇)
- Lilin (沥林镇)
- Luzhou (芦洲镇)
- Ma'an (马安镇)
- Ruhu (汝湖镇)
- Sandong (三栋镇)
- Tonghu (潼湖镇)
- Tongqiao (潼侨镇)